# Cineffable
Pour des articles plus généraux, voir Lesbianisme, LGBTI en France et LGBT au cinéma.

Cineffable est une association française dont l'objet est de promouvoir le cinéma lesbien, à travers le Festival international du film lesbien et féministe de Paris « Quand les lesbiennes se font du cinéma ». Le festival, créé en 1989 est le plus grand évènement lesbien de France. Par métonymie, il est aussi appelé Cineffable.

## Histoire
Le festival naît d'un mécontentement face au traitement réservé aux lesbiennes au Festival international de films de femmes de Créteil. De nombreuses femmes lesbiennes estiment qu’en dépit du fait que les films lesbiens remportent fréquemment les prix du public, les films, les cinéastes et les participantes ne bénéfient pas suffisamment d’espace et d’attention au festival, et décident donc de créer leur propre évènement, qui offrirait non seulement aux lesbiennes des opportunités de projections, mais serait également une communauté pour le partage des connaissances, un moyen d'augmenter la visibilité des lesbiennes et de lutter contre la lesbophobie, et un exutoire social,.
Le premier événement a eu lieu en 1989, comme ciné-club, avec des festivals ultérieurs en 1992 et 1993, tous tenus au centre culturel La Clef, à Paris. Le festival se déplace au fur et à mesure de son développement : d'abord au centre culturel André Malraux (Le Kremlin-Bicêtre) jusqu'en 2000, date à laquelle le nombre de participantes augmente entre 2 000 et 3 000, puis au théâtre Le Trianon. Depuis 2010, le festival est projeté à l’espace Reuilly, dans le 12e arrondissement de Paris.
D'abord nommée Saphonie, l'objet de cette association est de développer les cultures lesbiennes. 
Jugeant que le Festival international de films de femmes de Créteil accorde une place insuffisante au cinéma lesbien, l'association crée un ciné-club sur cette thématique, puis, en 1992, un festival se réclamant de la volonté de présenter des films se voulant "de lesbiennes pour les lesbiennes".
Depuis 1996, le festival compte autour de 7 000 entrées.
En 1999, celles qui deviendront le groupe du 6 novembre manifestent dans l'enceinte de Cineffable contre le racisme du milieu lesbien, notamment la politique discriminatoire pratiquée par Elula Perrin dans ses discothèques ; elles sont applaudies par une grande partie des lesbiennes blanches présentes.
Un Best-Of Mixte s'est tenu chaque année entre 1997 et 2006 mais a été abandonné en raison de la faible fréquentation des deux dernières années. En remplacement : Cineffable Hors Les Murs (2007, projections gratuites), et depuis 2009 : Le Printemps de Cineffable.[réf. nécessaire]

## Public et organisation
Le festival de cinéma, réservé à un public exclusivement féminin, donne lieu à des débats et rencontres entre participantes et constitue un haut-lieu de discussions sur le lesbianisme et le féminisme. Il est l'évènement lesbien le plus suivi de France, et permet la rencontre de différentes communautés homosexuelles féminines. Outre l'organisation elle-même, l'association Cineffable s'investit également dans la finalisation des films. Ainsi, ce sont les bénévoles qui assurent la majorité des sous-titrages des films présentés. 
Dans un premier temps, jusqu'en 2002, les pouvoirs publics de l'époque refusent de financer un évènement non mixte. Depuis, la mairie de Paris participe à hauteur de quelques milliers d'euros chaque année.
La non-mixité du festival fait l'objet de critiques : Anne et Marine Rambach, fondatrices des éditions gaies et lesbiennes, considèrent ainsi que les hommes devraient pouvoir découvrir les œuvres produites par des femmes, et qu'une production culturelle devrait par nature être visible par toutes et tous. 

## Organisation
L'association Cineffable compte plusieurs milliers de membres, ce qui en fait l'une des organisations lesbiennes les plus importantes de France. Il est géré selon des principes féministes : il est non-hiérarchique, basé sur le partage et le transfert de connaissances pour la continuité, et définit sa mission de la façon suivante : « nous devons assumer la responsabilité, prendre le contrôle de nos images, devenir actrices dans nos propres productions pour rompre définitivement avec le système oppressif de représentation qui nous enferme, qui nous fait taire ».
Le festival est ouvert à toute personne qui s'identifie comme femme et/ou lesbienne depuis 2022, auparavant le festival indiquait qu'il était réservé aux femmes. Son accès est basé sur l’adhésion à l’association : la participation étant gratuite pour les membres, toute personne désireuse d'assister au festival doit acheter une carte de membre, qui donne également accès ou des réductions à d’autres événements Cineffable. Le festival est autofinancé, à l'exception d'une subvention annuelle de l'Observatoire de l’égalité femmes/hommes de la Ville de Paris et fonctionne sur le principe « aucune personne laissée de côté » à travers des réductions pour les communautés marginalisées et un programme de partage de billets permettant l'accès de toutes aux projections.
Le festival comprend plusieurs catégories en compétition, des débats, une exposition d’art, des ateliers et un événement de gala ou de concert,.
Le festival croît depuis sa création, et projette plus de 50 films chaque année.

## Fréquentation
En novembre 2013, le 25e festival, intitulé « Quand les lesbiennes font du cinéma », enregistre 3 949 entrées.

## Palmarès
Les prix du public sont décernés dans les catégories suivantes :
- Long métrage de fiction
- Long métrage documentaire
- Court métrage de fiction
- Court métrage documentaire
- Film expérimental
- Animation

Il y a également eu par le passé des prix pour le meilleur scénario et pour la meilleure affiche de film.

### Prix du meilleur long métrage
| Année          | Titre                                | Réalisation                                       | Pays                                 |
| -------------- | ------------------------------------ | ------------------------------------------------- | ------------------------------------ |
| 1992           | Anne Trister                         | Léa Pool                                          | Canada                               |
| 1993           | The Company of Strangers (en)        | Cynthia Scott                                     | Canada                               |
| 1994           | Go Fish                              | Rose Troche                                       | États-Unis                           |
| 1995           | Life is a Woman                      | Shanna Serikbajewa                                | Kazakhstan                           |
| 1996           | Costa Brava                          | Marta Balletbò-Coll (en)                          | Espagne                              |
| 1997           | Fire                                 | Deepa Mehta                                       | États-Unis                           |
| 1998           | Alles Wird Gut                       | Angelina Maccarone                                | Allemagne                            |
| 1999           | Revoir Julie                         | Jeanne Crépeau                                    | Canada                               |
| 2000           | Sex Revelations                      | Jane Anderson, Martha Coolidge et Anne Heche      | États-Unis                           |
| 2001           | Chutney Popcorn                      | Nisha Ganatra                                     | États-Unis                           |
| 2002           | By Hook or by Crook (en)             | Harry Dodge (comme Harriet Dodge) et Silas Howard | États-Unis                           |
| 2003           | Do I Love You?                       | Lisa Gornick                                      | Royaume-Uni                          |
| 2004           | Goldfish Memory                      | Liz Gill                                          | Irlande                              |
| 2005           | Butterfly                            | Yan Yan Mak (en)                                  | Hong Kong                            |
| 2006 (égalité) | Sévigné - Julia Berkowitz            | Marta Balletbò-Coll                               | Espagne                              |
| 2006 (égalité) | Fremde Haut                          | Angelina Maccarone                                | Allemagne                            |
| 2007           | Les Délices de Nina                  | Pratibha Parmar                                   | Royaume-Uni                          |
| 2008           | The World Unseen                     | Shamim Sarif                                      | Royaume-Uni / Afrique du Sud         |
| 2009           | Rain (en)                            | Maria Govan                                       | Royaume-Uni / Bahamas                |
| 2010           | pas de prix du public.               | pas de prix du public.                            | pas de prix du public.               |
| 2011           | En secret                            | Maryam Keshavarz                                  | États-Unis / Iran / Liban            |
| 2012           | Lengua materna                       | Liliana Paolinelli                                | Argentine                            |
| 2013           | Une femme iranienne                  | Negar Azarbayjani                                 | Iran / Allemagne                     |
| 2014           | Moonlight People                     | Ekaterina Polyanskaya                             | Russie                               |
| 2015           | Girltrash: All Night Long            | Alexandra Kondracke                               | États-Unis                           |
| 2016           | Io e lei                             | Maria Sole Tognazzi                               | Italie                               |
| 2017           | Signature Move                       | Jennifer Reeder                                   | États-Unis                           |
| 2018           | Extra Terrestres                     | Carla Cavina                                      | Porto Rico / Venezuela               |
| 2019           | Tell It to the Bees                  | Annabel Jankel                                    | Royaume-Uni                          |
| 2020           | pas de prix pour les longs métrages. | pas de prix pour les longs métrages.              | pas de prix pour les longs métrages. |
| 2021           | pas de prix du public.               | pas de prix du public.                            | pas de prix du public.               |
| 2022           | The Venus Effect                     | Anna Emma Haudal                                  | Danemark                             |
| 2023           | pas de prix du public.               | pas de prix du public.                            | pas de prix du public.               |